# Armando Tre Re
Armando Tre Re (Firenze, 29 giugno 1921 – Firenze, 31 dicembre 2003) è stato un calciatore italiano, di ruolo difensore.
È stato il capitano che ha guidato la Roma al ritorno nella massima serie, con la vittoria del campionato cadetto 1951-1952.

## Carriera
Inizia tardi la sua carriera, in quanto sino a 24 anni non sa decidersi tra ciclismo e calcio. Infine opta a favore del secondo e fa bene.
Inizia come centravanti, nella Massese, per poi spostarsi all'ala nel Livorno.
Arretra il suo raggio d'azione diventando centromediano, ruolo nel quale può mettere in grande evidenza il suo senso tattico e la buona tecnica di base.
Dopo due buone stagioni nel Livorno, Bernardini, alla ricerca di elementi in grado di rendere col Sistema, modulo che vuole affermare nella Roma ancora ancorata al vecchio Metodo che gli ha permesso di vincere lo scudetto, chiede il suo acquisto alla dirigenza e viene accontentato.

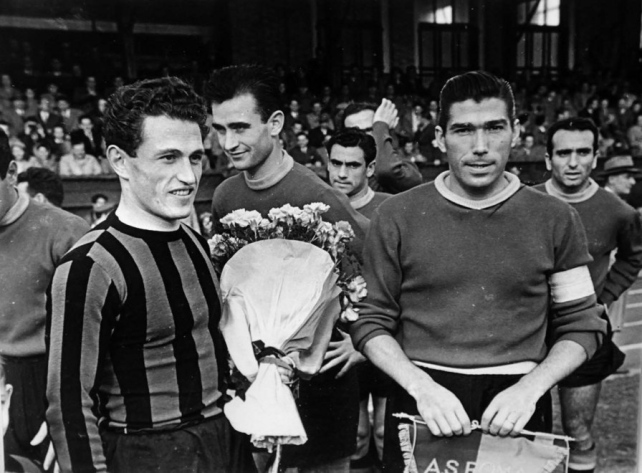
Enrico Zucchinali e Armando Tre Re, capitani rispettivamente di e, durante il campionato di Serie B 1951-1952

Giocò nel ruolo di attaccante e successivamente difensore centrale alla Roma per cinque stagioni, dal 1949 al 1954, di cui tre stagioni da capitano (dal 1950 al 1953), seguendo la formazione capitolina anche nell'unica stagione che ha disputato in Serie B.
Le sue qualità sono apprezzate anche da Gipo Viani, l'uomo che è stato incaricato di riportare la Roma nel calcio che conta e che proprio su Tre Re imposta la squadra che onora il ruolo di grande favorita e vince il torneo cadetto.
L'era romana di Tre Re termina nell'estate del 1954: in un quadrilatero di centrocampo spettacolare, come quello formato dai Bortoletto, Venturi, Pandolfini e Celio trova poco spazio, e ad aggravare il quadro concorre l'età che comincia a salire a livelli di guardia. Sacerdoti decide perciò di cederlo.
Ha inoltre disputato due stagioni in Serie A col Livorno, dal 1947 al 1949, fino alla retrocessione in B dei labronici e due col Napoli dal 1954 al 1956.
Ha chiuso la carriera di calciatore nelle file della Massese.

Tre Re con un gagliardetto in mano

In carriera ha totalizzato complessivamente 218 presenze e 9 reti in Serie A e 33 presenze ed una rete in Serie B. Fra le reti realizzate vanno ricordate la doppietta alla penultima giornata della stagione 1950-1951 nella vittoria della Roma sulla Fiorentina e una rete all'ultima giornata nel successo sul Milan rivelatesi poi inutile per la salvezza dei giallorossi.
Nel maggio 1950 la Roma lo ha prestato alla Lazio ed ha giocato il secondo tempo di Lazio-Celtic (0-0).
È venuto a mancare nel 2003, all'età di 82 anni.

## Statistiche

### Presenze e reti nei club
| Stagione        | Squadra         | Campionato      | Campionato | Campionato | Coppe nazionali | Coppe nazionali | Coppe nazionali | Totale | Totale |
| Stagione        | Squadra         | Comp            | Pres       | Reti       | Comp            | Pres            | Reti            | Pres   | Reti   |
| --------------- | --------------- | --------------- | ---------- | ---------- | --------------- | --------------- | --------------- | ------ | ------ |
| 1944-1945       | Pro Firenze     | ?               | ?          | ?          | -               | -               | -               | ?      | ?      |
| 1945-1946       | Massese         | PD              | 30         | 44         | -               | -               | -               | ?      | ?      |
| 1946-1947       | Massese         | C               | 33         | 26         | -               | -               | -               | ?      | ?      |
| Totale Massese  | Totale Massese  | Totale Massese  | 63         | 70         |                 | -               | -               | ?      | ?      |
| 1947-1948       | Livorno         | A               | 13         | 4          | -               | -               | -               | 13     | 4      |
| 1948-1949       | Livorno         | A               | 23         | 0          | -               | -               | -               | 23     | 0      |
| Totale Livorno  | Totale Livorno  | Totale Livorno  | 36         | 4          |                 | -               | -               | 36     | 4      |
| 1949-1950       | Roma            | A               | 33         | 0          | -               | -               | -               | 33     | 0      |
| 1950-1951       | Roma            | A               | 36         | 4          | -               | -               | -               | 36     | 4      |
| 1951-1952       | Roma            | B               | 33         | 1          | -               | -               | -               | 33     | 1      |
| 1952-1953       | Roma            | A               | 32         | 1          | -               | -               | -               | 32     | 1      |
| 1953-1954       | Roma            | A               | 15         | 0          | -               | -               | -               | 15     | 0      |
| Totale Roma     | Totale Roma     | Totale Roma     | 149        | 6          |                 | -               | -               | 149    | 6      |
| 1954-1955       | Napoli          | A               | 34         | 0          | -               | -               | -               | 34     | 0      |
| 1955-1956       | Napoli          | A               | 32         | 0          | -               | -               | -               | 32     | 0      |
| Totale Napoli   | Totale Napoli   | Totale Napoli   | 66         | 0          |                 | -               | -               | 66     | 0      |
| Totale carriera | Totale carriera | Totale carriera | ?          | ?          |                 | ?               | ?               | ?      | ?      |

## Palmarès
- Campionato italiano di Serie B: 1

Roma: 1951-1952